# Lamine Bougherara
Lamine Bougherara (Aïn M'lila, 1º dicembre 1971) è un allenatore di calcio ed ex calciatore algerino, di ruolo portiere, tecnico del CS Constantine.

## Carriera

### Giocatore

#### Club
Dopo aver militato per sette stagioni nell'AS Aïn M'lila, nel 1998 si è trasferito al JS Kabylie. Ha militato nel club gialloverde per cinque stagioni ed ha vinto tre Coppe CAF. Nella stagione 2003-2004 ha militato nel MO Constantine. Ha concluso la propria carriera da calciatore nel 2005, dopo aver militato per una stagione nell'US Chaouia.

#### Nazionale
Ha debuttato in nazionale maggiore il 9 aprile 2000, in Capo Verde-Algeria (0-0). Ha partecipato con la nazionale alla Coppa d'Africa 2000. È sceso in campo, inoltre, nelle qualificazioni al campionato del mondo del 2002 e alla Coppa d'Africa 2002. Ha collezionato in totale, con la maglia della nazionale, 8 presenze e 6 reti subite.

### Allenatore

#### Inizi
Comincia la propria carriera nel 2007, come vice di Said Belaribi all'AS Khroub. Nel settembre 2007 viene promosso allenatore dell'AS Khroub. Mantiene l'incarico fino all'anno successivo. Nel febbraio 2009 firma un contratto con il MSP Batna. Il 18 aprile 2011 viene nominato allenatore dell'AS Khroub. Si dimette dall'incarico il 19 ottobre 2011. Nell'aprile 2012 viene ingaggiato dal MC El Eulma. Al termine della stagione non viene riconfermato.

#### 2013-2019: dal CRB Aïn Fakroun al JS Saoura
Nel luglio 2013 viene ingaggiato dal CRB Aïn Fakroun, ma si dimette il successivo 5 settembre. Nel 2014 diventa allenatore del DRB Tadjenanet. Mantiene l'incarico fino all'aprile 2017. Il 15 giugno 2017 viene ufficializzato il suo ingaggio da parte del CA Bordj Bou Arreridj. Nel maggio 2008 si dimette per ragioni personali. Il 27 giugno 2018 diventa tecnico del CR Belouizdad. Lascia l'incarico il 6 luglio 2018. Nello stesso mese viene ufficializzato il suo ingaggio da parte del JSM Skikda. Si dimette il 7 ottobre 2018. Nel novembre 2018 diventa tecnico del DRB Tadjenanet. Mantiene l'incarico fino al termine della stagione. Il 29 luglio 2019 firma un contratto con l'USM Annaba. Viene esonerato il 9 settembre 2009. Il 16 settembre 2009 il JS Saoura ne ha ufficializzato l'ingaggio. Nel dicembre 2019 risolve il proprio contratto.

#### 2020-oggi: dall'Aïn M'lila all'ASO Chlef
Nel gennaio 2020 viene ingaggiato dall'AS Aïn M'lila. Mantiene l'incarico fino all'agosto 2020. Nel settembre 2020 firma un contratto con l'USM Bel Abbès. Nel dicembre 2020 risolve il proprio contratto. Nel luglio 2021 diventa tecnico del RC Relizane. Lascia l'incarico il 9 gennaio 2022. Il 17 marzo 2022 viene ufficializzato il suo ingaggio da parte dello NA Hussein Dey. Al termine della stagione non viene confermato. Il 1º agosto 2022 viene ufficializzato il suo ingaggio come allenatore dell'ASO Chlef. Nel marzo 2023 viene ingaggiato dal CS Constantine.

## Statistiche

### Cronologia presenze e reti in nazionale
| Cronologia completa delle presenze e delle reti in nazionale ― Algeria | Cronologia completa delle presenze e delle reti in nazionale ― Algeria | Cronologia completa delle presenze e delle reti in nazionale ― Algeria | Cronologia completa delle presenze e delle reti in nazionale ― Algeria | Cronologia completa delle presenze e delle reti in nazionale ― Algeria | Cronologia completa delle presenze e delle reti in nazionale ― Algeria | Cronologia completa delle presenze e delle reti in nazionale ― Algeria | Cronologia completa delle presenze e delle reti in nazionale ― Algeria |
| Data                                                                   | Città                                                                  | In casa                                                                | Risultato                                                              | Ospiti                                                                 | Competizione                                                           | Reti                                                                   | Note                                                                   |
| ---------------------------------------------------------------------- | ---------------------------------------------------------------------- | ---------------------------------------------------------------------- | ---------------------------------------------------------------------- | ---------------------------------------------------------------------- | ---------------------------------------------------------------------- | ---------------------------------------------------------------------- | ---------------------------------------------------------------------- |
| 9-4-2000                                                               | Mindelo                                                                | Capo Verde                                                             | 0 – 0                                                                  | Algeria                                                                | Qual. Mondiali 2002                                                    | -                                                                      |                                                                        |
| 21-4-2000                                                              | Annaba                                                                 | Algeria                                                                | 2 – 0                                                                  | Capo Verde                                                             | Qual. Mondiali 2002                                                    | -                                                                      |                                                                        |
| 3-9-2000                                                               | Algeri                                                                 | Algeria                                                                | 1 – 1                                                                  | Burkina Faso                                                           | Qual. Coppa d'Africa 2002                                              | -1                                                                     |                                                                        |
| 12-1-2001                                                              | Algeri                                                                 | Algeria                                                                | 2 – 1                                                                  | Burundi                                                                | Qual. Coppa d'Africa 2002                                              | -1                                                                     |                                                                        |
| 26-1-2001                                                              | Algeri                                                                 | Algeria                                                                | 1 – 0                                                                  | Namibia                                                                | Qual. Mondiali 2002                                                    | -                                                                      |                                                                        |
| 27-2-2001                                                              | Algeri                                                                 | Algeria                                                                | 1 – 1                                                                  | Slovacchia                                                             | Amichevole                                                             | -1                                                                     |                                                                        |
| 11-3-2001                                                              | Il Cairo                                                               | Egitto                                                                 | 5 – 2                                                                  | Algeria                                                                | Qual. Mondiali 2002                                                    | -3                                                                     | 41’                                                                    |
| 25-3-2001                                                              | Bujumbura                                                              | Burundi                                                                | 0 – 1                                                                  | Algeria                                                                | Qual. Coppa d'Africa 2002                                              | -                                                                      |                                                                        |
| Totale                                                                 |                                                                        | Presenze                                                               | 8                                                                      |                                                                        | Reti                                                                   | -6                                                                     |                                                                        |

## Palmarès

### Giocatore

#### Club

##### Competizioni internazionali
- Coppa CAF: 3

JS Kabylie: 2000, 2001, 2002